# Nikolaus P. Himmelmann
Nikolaus P. Himmelmann (* 2. August 1959) ist ein deutscher Sprachwissenschaftler (Allgemeine Sprachwissenschaft).
Himmelmann, Sohn des Archäologen Nikolaus Himmelmann, studierte Allgemeine Sprachwissenschaft, Philosophie und Anglistik an der Universität München, wo er 1986 promoviert wurde. 1984 bis 1986 war er Wissenschaftlicher Mitarbeiter an der Universität zu Köln, 1989 bis 1995 wissenschaftlicher Assistent in Köln und wurde 1995 habilitiert. Von 1996 bis 1998 war er Research Fellow an der Australian National University in Canberra. 1999 wurde er Professor für Allgemeine Sprachwissenschaft an der Universität Bochum, 2007 an der Universität Münster und 2010 an der Universität zu Köln.
2018 wurde er zum Mitglied der Academia Europaea gewählt.